# Josef Liegle
Josef Liegle (* 12. Juni 1893 in Schwäbisch Gmünd; † verschollen seit dem 25. April 1945 bei Halbe und Baruth/Mark) war ein deutscher Altphilologe und vor allem Numismatiker.

## Familie, Leben und Wirken
Josef Liegle entstammte sowohl väterlicher- als auch mütterlicherseits einer alten Gmünder Familie. Sein 1941 geborener Sohn Ludwig Liegle wurde Professor für Allgemeine und Vergleichende Pädagogik.
Liegle studierte an der Universität Heidelberg, wo er 1922 in Klassischer Philologie promoviert wurde. Seit 1928 war er am Münzkabinett Berlin zunächst als wissenschaftlicher Hilfsarbeiter beschäftigt, seit 1929 war er Kustos der antiken Münzen, seit 1936 war er zusätzlich Lehrbeauftragter für Antike Numismatik an der Berliner Universität. Er gehörte Anfang der 1920er Jahre zum George-Kreis, was auch seine spätere Arbeit vor allem in sprachlicher Weise beeinflusste. Er hatte einen Großteil der Schriften Vergils ins Deutsche übersetzt, darunter alle Hirtengedichte und den größten Teil der Aeneis. Erst 2007 wurden die Übersetzungen mit weiteren Schriften Liegles veröffentlicht. Daneben forschte er zur griechisch-römischen Geistes- und Religionsgeschichte. Sein bekanntestes Werk ist die erst 1952 postum erschienene und Erich Heckel gewidmete Schrift Der Zeus des Phidias.
Seit dem 25. April 1945 gilt Josef Liegle als in den Wirren des Zweiten Weltkrieges vermisst.

## Veröffentlichungen (Auswahl)
- Untersuchungen zu den platonischen Lebensformen. Dissertation Heidelberg 1922 (Digitalisat).
- Funde römischer Münzen bei Steinort am Mauersee (= Berliner Münzblätter 1930, Nr. 334–335). Verlag der Berliner Münzblätter, Berlin 1930.
- Architekturbilder auf antiken Münzen. In: Die Antike. Zeitschrift für Kunst und Kultur des klassischen Altertums 12, 1936, S. 202–228.
- Euainetos. Eine Werkfolge nach Originalen des Staatlichen Münzkabinetts zu Berlin (= Winckelmannsprogramme der Archäologischen Gesellschaft zu Berlin Bd. 101).  De Gruyter, Berlin 1941.
- Die Münzprägung Octavians und die augusteische Kunst. In: Jahrbuch des Archäologischen Instituts des Deutschen Reiches 56, 1941, S. 91–120.
- Der Zeus des Phidias. Weidmann, Berlin 1952.
  - Auszüge in: Der Merkur Heft 86, April 1955, S. 316–332.
- Litterae Augustae. Augusteische Dichtungen und Texte des Princeps in deutscher Übersetzung, hrsg. von Arnd Kerkhecker, Katharina Roettig, Martha Rohde-Liegle und Ernst August Schmidt. Schwabe, Basel 2007, ISBN 978-3-7965-2241-3 (Titelblatt mit Portraitfoto).